# Бурнан (Вијена)
Бурнан (фр. Bournand) насеље је и општина у западној Француској у региону Поату-Шарант, у департману Вијена која припада префектури Шателро.
По подацима из 2011. године у општини је живело 712 становника, а густина насељености је износила 21,96 становника/km². Општина се простире на површини од 32,42 km². Налази се на средњој надморској висини од 52 метара (максималној 108 m, а минималној 37 m).

## Демографија
| 1962. | 1968. | 1975. | 1982. | 1990. | 1999. | 2011. |
| ----- | ----- | ----- | ----- | ----- | ----- | ----- |
| 650   | 730   | 670   | 633   | 645   | 641   | 712   |

График промене броја становника у току последњих година